# Perivaldo Dantas
Perivaldo Lúcio Dantas (Itabuna, 1953. július 12. – Rio de Janeiro, 2017. július 27.) válogatott brazil labdarúgó, hátvéd.
1981 és 1982 között két alkalommal szerepelt a brazil válogatottban.